# خوجة (الهند)

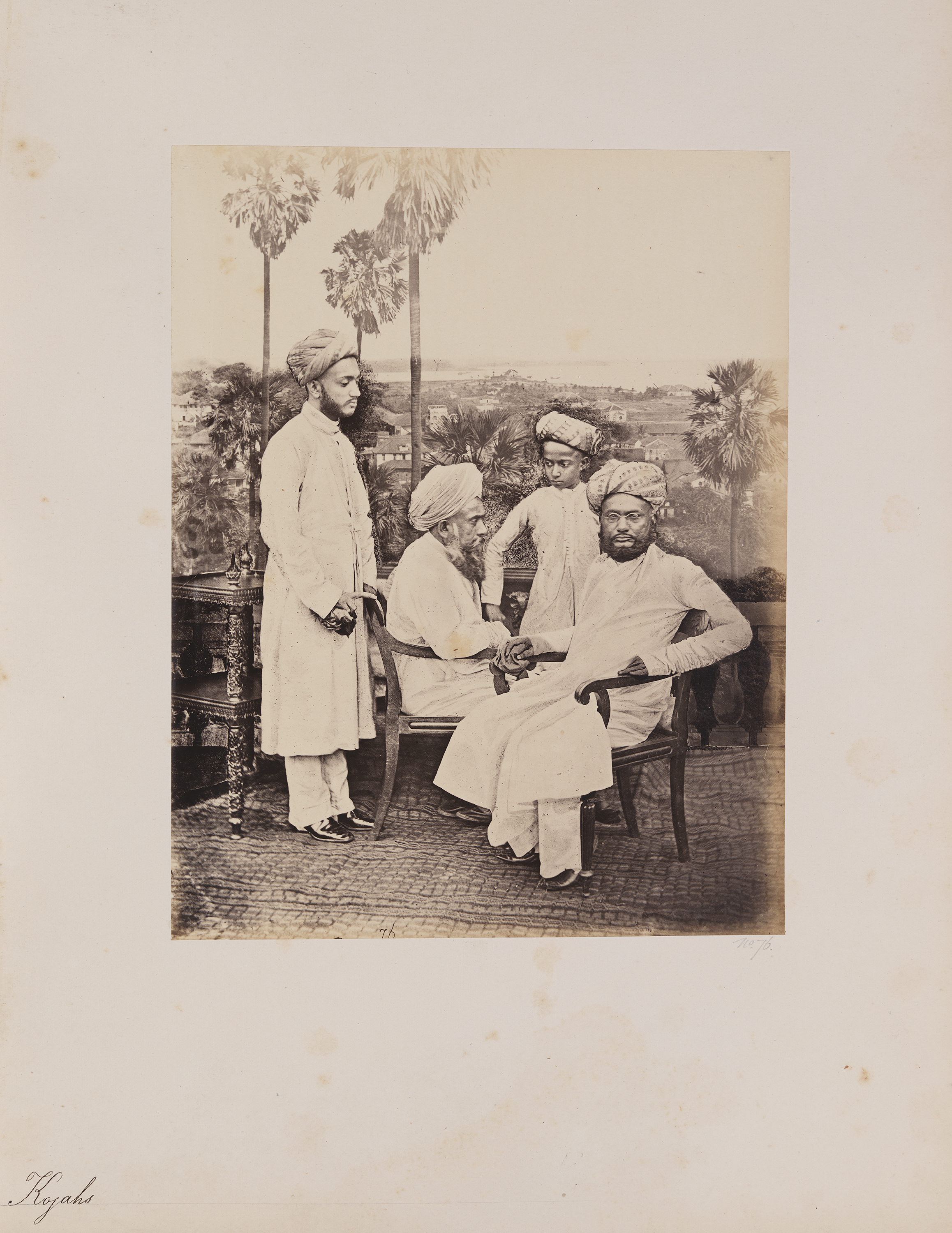
صورة قديمة لخوجات هنود

خوجة اسم تستخدم للدلالة على طبقة من الإسماعيليين النزاريين في الهند وباكستان. وهي كلمة مشتقة من الفارسية وتعني السيد أو المالك.

## تاريخ الخوجة
دخلت الدعوة النزارية إلى شبه القارة الهندية في النصف الأول من القرن السابع الهجري، إن لم يكن في وقت أبكر من ذلك. وكان دعاة أو شيوخ (بير) الأوائل ركزوا دعوتهم في السند، أي بلاد باكستان حاليا. ويعتبر البير شمس الدين أول شخصية في أدب الجنان التقليدي للجماعة إلا أن الفضل في نشر النزارية في الهند ينسب في العادة إلى البير صدر الدين، الذي نجح في تحويل الكثير من الهندوس من طائفة اللوهانا التجارية إلى النزارية.
انتشر الخوجة أولا في السند إلى داخل كوتش ومنها إلى «كاتياوار» وجميع أنحاء الكجرات وصولا حتى بومباي. وهم يتواجدون في جميع المراكز التجارية الهامة في الهند وعلى سواحل المحيط الهندي، ويشتهرون بنجاحهم في عالم التجارة.
وفي عام 1829 م انقسم الخوجة إلى مجموعتين: المجموعة الأولى هم من أتباع الأغا خان ويدينون بالمذهب الإمامي الإسماعيلي، وهم الأغلبية. والمجموعة الثانية انشقت وأنحصرت في بومباي وهم الأقلية، وأتبع أفرادها المذهب السني أو الإثنا عشري.